# Fest Cine Maringá
O Festival de Cinema de Maringá, ou apenas Fest Cine Maringá, é um festival anual de cinema que acontece desde de 2004 geralmente no mês de maio na cidade de Maringá, no Paraná. O símbolo dos principais prêmios é o Troféu Cunha de Aço.
A criação do festival teve como principal objetivo ampliar a difusão do cinema nacional no interior do Brasil. O festival premia curtas, longas, animações e documentários brasileiros em diversas categorias e formatos (digital e 35 mm), além de homenagear personalidades do meio. Em 2012, por exemplo, a mostra competitiva do festival recebeu a inscrição de aproximadamente 400 filmes.
Há também eventos paralelos como: oficinas de cinema, debates e mostras paralelas, sempre de acordo com a temática da edição. Em suas últimas realizações o festival foi exibido principalmente no campus da Universidade Estadual de Maringá e na Universidade Cesumar.